# Zakon Syjonu
Zakon Syjonu (fr. Prieuré de Sion) – organizacja, mająca rzekomo stanowić przykrywkę dla tajnego stowarzyszenia, założonego w XI wieku na górze Syjon w Królestwie Jerozolimskim. W rzeczywistości organizację założył w 1956 r. francuski dziennikarz Pierre Plantard, by zyskać sławę i poważanie w kręgach ezoterycznych i monarchistycznych Francji.
Zakon stał się częścią kultury popularnej za sprawą książki Święty Graal, Święta Krew Baigenta, Leigha i Lincolna (1982), wydanej w Polsce w 1994, oraz powieści Kod Leonarda da Vinci Browna (2003).

## Historia
W maju 1956 r. Pierre Plantard założył organizację o nazwie Prieuré de Sion z siedzibą w Annemasse we Francji. Nazwę zainspirowało wzgórze na południe od Annemasse, znane jako Mont Sion.
Oficjalny statut organizacji zakładał, że jej członkowie będą dążyć do stworzenia bractwa rycerskiego oraz będą angażować się w pomoc Kościołowi Katolickiemu, nauczać prawdy i chronić słabszych.

## Mit

### Pierwsza wersja Plantarda

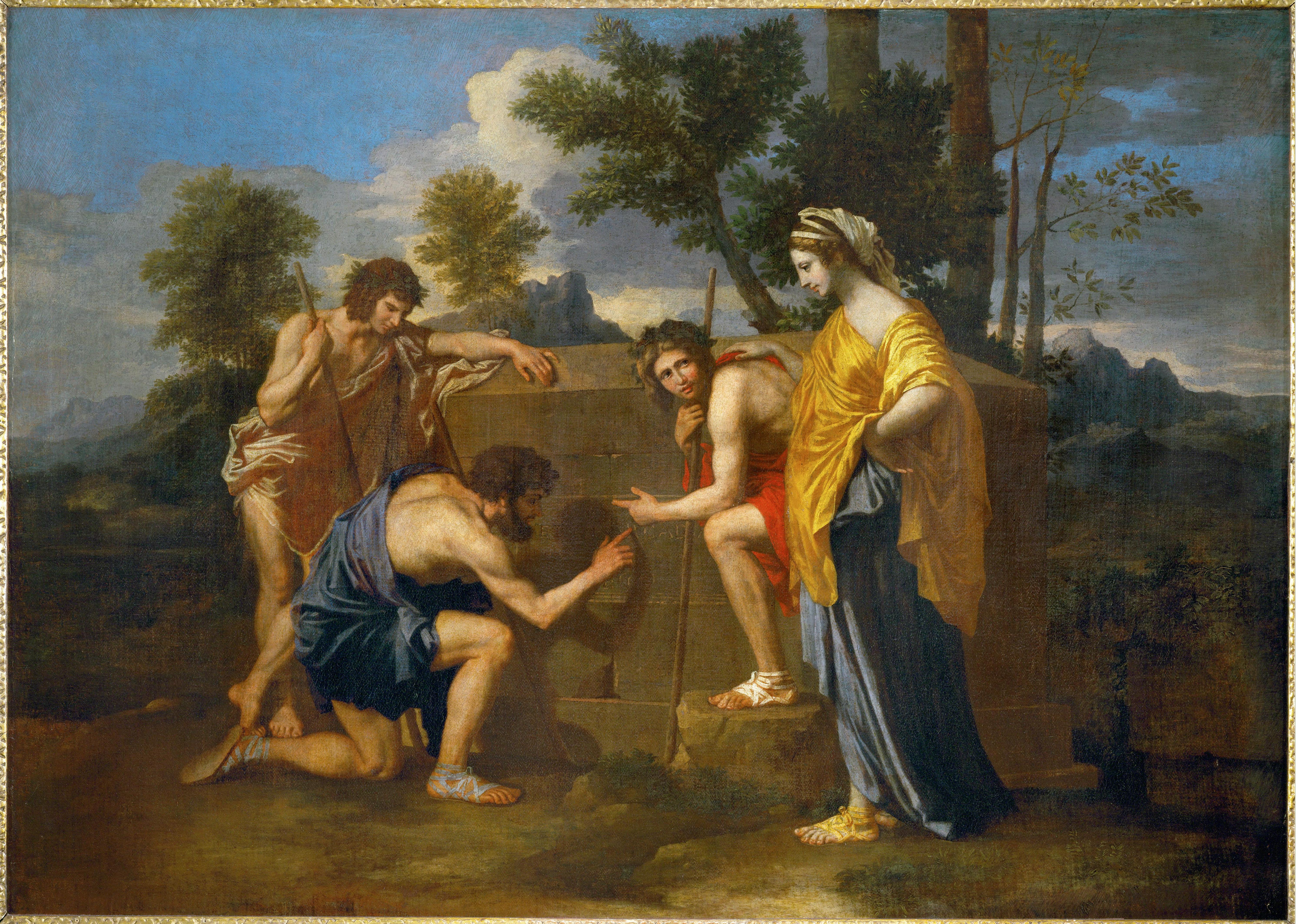
Et in Arcadia Ego Poussina

Na początku lat 60. XX wieku Plantard zaczął przedstawiać Zakon Syjonu jako ezoteryczne chrześcijańskie bractwo rycerskie, którego członkowie mieli na celu przywrócenie monarchii we Francji i osadzenie na tronie Wielkiego Monarchy (postaci z przepowiedni Nostradamusa). Organizacja ta miała powstać w 1099 r. w Królestwie Jerozolimskim z inicjatywy Gotfryda z Bouillon jako odgałęzienie zakonu religijnego, rezydującego w Bazylice Zaśnięcia Najświętszej Maryi Panny w Jerozolimie.
Sam Plantard zaczął podawać się wówczas za potomka króla Dagoberta II z dynastii Merowingów. W tym samym czasie zaczął twierdzić, że mottem jego rodu (a później mottem Zakonu Syjonu) są słowa Et in Arcadia ego... (łac. I ja jestem w Arkadii...). Zdanie to jest wyryte na grobie, przedstawionym na obrazach Pasterze arkadyjscy (1618) Guercino i Et in Arcadia Ego (1638-1640) Poussina. W ocenie Plantarda grób z obrazu Poussina miał być tym samym nagrobkiem, który znajdował się na terenie Les Pontils niedaleko Rennes-le-Château (w rzeczywistości grób ten pochodził z XX wieku), a same obrazy miały być namalowane na zamówienie Zakonu Syjonu.
Aby uwiarygodnić swoje twierdzenia, Plantard we współpracy z Philippe’em de Chérisey stworzył serię dokumentów, które następnie zostały umieszczone w Bibliotece Narodowej Francji.
Dokumenty sfałszowane przez Plantarda i de Chériseya stały się podstawą książki, napisanej przez Gérarda de Sède w 1967 r. na zlecenie Plantarda i zatytułowanej L’or de Rennes, ou La vie insolite de Bérenger Saunière, curé de Rennes-le-Château (późniejsze wydania noszą tytuł Le Trésor Maudit de Rennes-le-Château). W książce tej Zakon Syjonu został połączony ze sprawą rzekomego odkrycia przez Bérengera Saunière’a, proboszcza kościoła św. Marii Magdaleny w Rennes-le-Château, skarbów i tajemniczych dokumentów.
W 1969 r. z książką de Sède’a zapoznał się angielski dziennikarz Henry Lincoln, który zainteresował się Rennes-le-Château i Zakonem Syjonu. Lincoln poświęcił temu tematowi kilka programów dla telewizji BBC, napisał także kilka książek.

### Święty Graal, Święta Krew
Jedną z publikacji Lincolna była wydana w 1982 r., we współpracy z Michaelem Baigentem i Richardem Leighem, książka The Holy Blood and the Holy Grail (ang. Święty Graal, Święta Krew). Tekst przedstawiał Zakon Syjonu jako organizację założoną w 1099 r., której celem było doprowadzenie do sytuacji, w której dynastia Merowingów panowała nad całą Europą. Szczególny status tego rodu miał wiązać się z uznaniem, że Merowingowie są potomkami Jezusa i Marii Magdaleny.

### Druga wersja Plantarda
W 1989 r. Plantard, próbując ratować swoją reputację, zaczął twierdzić, że Zakon Syjonu powstał w 1681 r. w Rennes-le-Château i miał na celu wykorzystanie paranormalnych właściwości linii ley oraz strzeżenie tajemnic Roc Noir (skały znajdującej się niedaleko Rennes-les-Bains). Plantard wyznał ponadto, że w rzeczywistości uważa się jedynie za zstępnego Dagoberta II w linii bocznej, a bezpośrednim potomkiem władcy jest prawdopodobnie Otto von Habsburg.

### Afera Pechiney-Triangle
Pod koniec lat 80. XX wieku we Francji wybuchła afera Pechiney-Triangle, związana z przejęciem przez francuskiego producenta aluminium, Pechiney, amerykańskiego przedsiębiorstwa Triangle Industries. W centrum afery znalazł się m.in. Roger-Patrice Pelat, francuski przedsiębiorca (i przyjaciel ówczesnego prezydenta, Francois Mitterranda), oskarżony o insider trading.
W trakcie procesu Pelata prowadzący sprawę sędzia, Thierry Jean-Pierre, otrzymał informację, że oskarżony mógł być wielkim mistrzem Zakonu Syjonu. Obawiając się skandalu (podobnego do wykrycia zaangażowania Propaganda Due w bankructwo włoskiego banku Banco Ambrosiano), Jean-Pierre wezwał Plantarda do złożenia wyjaśnień. W 1993 r. zeznający pod przysięgą Plantard przyznał, że zmyślił całą historię Zakonu Syjonu, włącznie z rzekomym sprawowaniem urzędu wielkiego mistrza przez Pelata.

### Kod Leonarda da Vinci
Książka Dana Browna Kod Leonarda da Vinci z 2003 r. i jej ekranizacja Kod da Vinci z 2006 r. na nowo obudziły zainteresowanie tematem Zakonu Syjonu. Na łamach książki autor wprowadził kilka zmian w stosunku do wersji prezentowanej w książkach Lincolna, Baigneta i Leigha.
Brown w szczególności zmienił cel działalności zakonu: nie miała już nim być Europa władana przez potomków Merowingów, ale ujawnienie prawdy o roli Marii Magdaleny jako matki dziecka Jezusa. Wrogiem Zakonu Syjonu miał być zaś nie Zakon Maltański – jak opisywali to Lincoln, Baignet i Leigh na łamach sequela do Świętego Graala, Świętej Krwi – lecz Opus Dei. Autor Kodu Leonarda da Vinci przedstawił wszystkie te informacje jako zgodne z prawdą historyczną, choć w latach 90. XX wieku dowiedziono, że historia Zakonu Syjonu jest zmyśleniem.

## Rzekomi wielcy mistrzowie

### Pierwsza lista
Poniższa lista wielkich mistrzów Zakonu Syjonu stanowiła część tzw. Dossiers Secrets d’Henri Lobineau (fr. tajne akta Henriego Lobineau), zbioru dokumentów z 1967 r. rzekomo stworzonego przez Philippe’a Toscan du Plantiera (w rzeczywistości autorami zbioru byli Pierre Plantard i Philippe de Chérisey).
Włoski socjolog Massimo Introvigne zwrócił uwagę, że praktycznie wszyscy wielcy mistrzowie z poniższej listy (z wyjątkiem dwóch osób) znajdowali się na listach znaczących różokrzyżowców, które to listy były znane Plantardowi.
| Imię i nazwisko                  | Lata sprawowania funkcji |
| -------------------------------- | ------------------------ |
| Jean de Gisors                   | 1188–1220                |
| Marie de Saint-Clair             | 1220–1266                |
| Guillaume de Gisors              | 1266–1307                |
| Edward I (hrabia Bar)            | 1307–1336                |
| Jeanne de Bar                    | 1336–1351                |
| Jean de Saint-Clair              | 1351–1366                |
| Blanka d’Évreux                  | 1366–1398                |
| Nicolas Flamel                   | 1398–1418                |
| René I Andegaweński              | 1418–1480                |
| Iolande de Bar                   | 1480–1483                |
| Sandro Botticelli                | 1483–1510                |
| Leonardo da Vinci                | 1510–1519                |
| Karol III de Bourbon-Montpensier | 1519–1527                |
| Ferrante Gonzaga                 | 1527–1575                |
| Ludovico Gonzaga                 | 1575–1595                |
| Robert Fludd                     | 1595–1637                |
| Johann Valentin Andreae          | 1637–1654                |
| Robert Boyle                     | 1654–1691                |
| Izaak Newton                     | 1691–1727                |
| Charles Radclyffe                | 1727–1746                |
| Karol Lotaryński                 | 1746–1780                |
| Maksymilian Franciszek Habsburg  | 1780–1801                |
| Charles Nodier                   | 1801–1844                |
| Victor Hugo                      | 1844–1885                |
| Claude Debussy                   | 1885–1918                |
| Jean Cocteau                     | 1918–1963                |

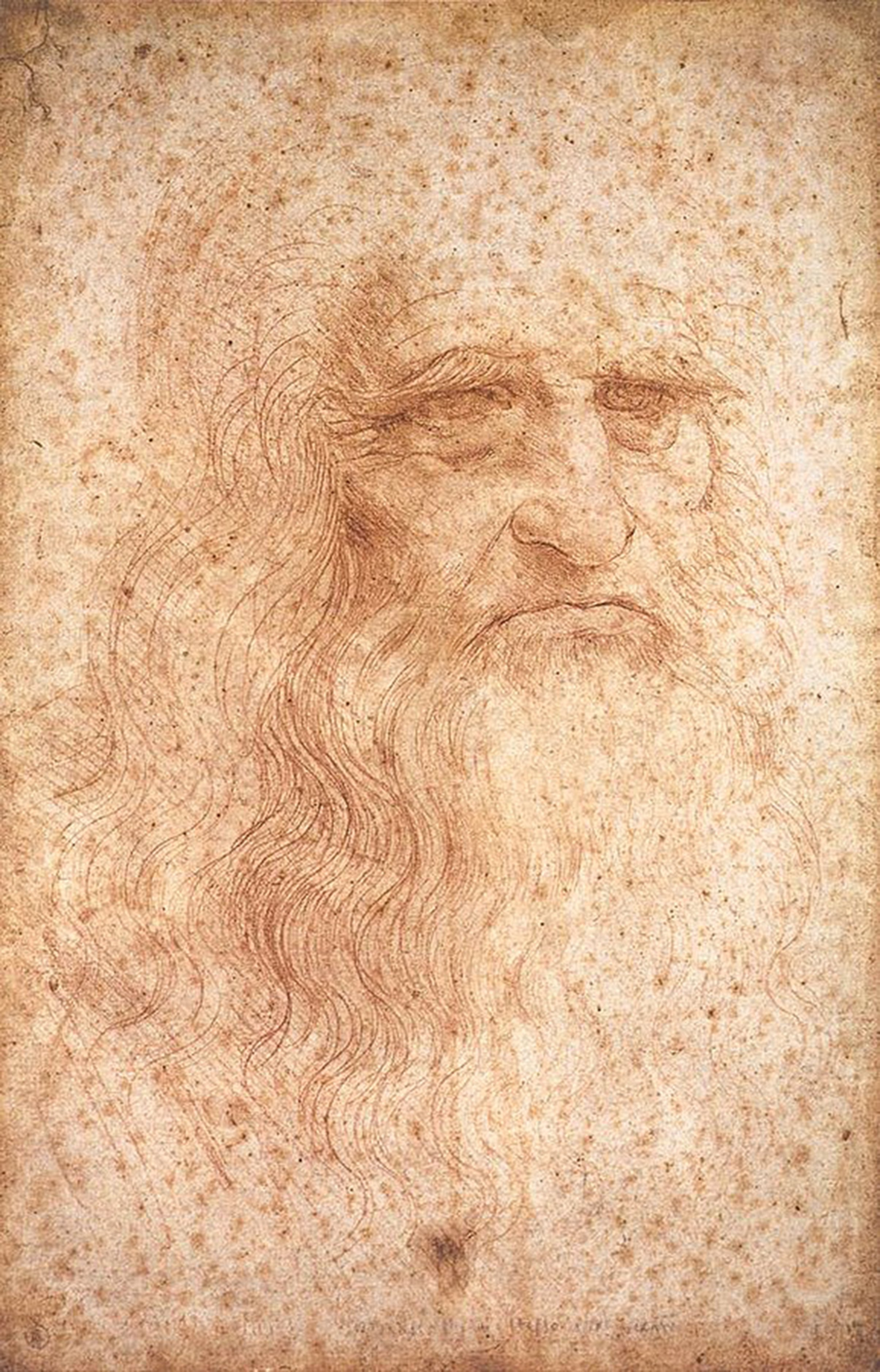
Leonardo da Vinci, rzekomy dwunasty wielki mistrz Zakonu Syjonu.

Po śmierci Jeana Cocteau kolejnymi wielkimi mistrzami mieli być François Ducaud-Bourget i sam Pierre Plantard.

### Druga lista
Druga lista wielkich mistrzów, uwzględniająca „młodszy wiek” Zakonu Syjonu, została opublikowana w 1989 r. na łamach czasopisma Vaincre.
| Imię i nazwisko                 | Lata sprawowania funkcji |
| ------------------------------- | ------------------------ |
| Jean-Tim Negri d’Albes          | 1681–1703                |
| François d’Hautpoul             | 1703–1726                |
| André-Hercule de Fleury         | 1726–1766                |
| Karol Lotaryński                | 1766–1780                |
| Maksymilian Franciszek Habsburg | 1780–1801                |
| Charles Nodier                  | 1801–1844                |
| Victor Hugo                     | 1844–1885                |
| Claude Debussy                  | 1885–1918                |
| Jean Cocteau                    | 1918–1963                |
| François Balphangon             | 1963–1969                |
| John Drick                      | 1969–1981                |
| Pierre Plantard de Saint-Clair  | 1981                     |
| Philippe de Chérisey            | 1984–1985                |
| Roger-Patrice Pelat             | 1985–1989                |
| Pierre Plantard de Saint-Clair  | 1989                     |
| Thomas Plantard de Saint-Clair  | 1989                     |

## W kulturze popularnej
- Zakon Syjonu odgrywa kluczową rolę w książce Kod Leonarda da Vinci Dana Browna (2003) i jej filmowej adaptacji, Kod da Vinci (2004)[16],
- historia i działalność Zakonu opisane są na kartach książek z cyklu powieściowego Templariusze autorstwa Jacka Whyte’a[26].